# Granhamn, Föglö

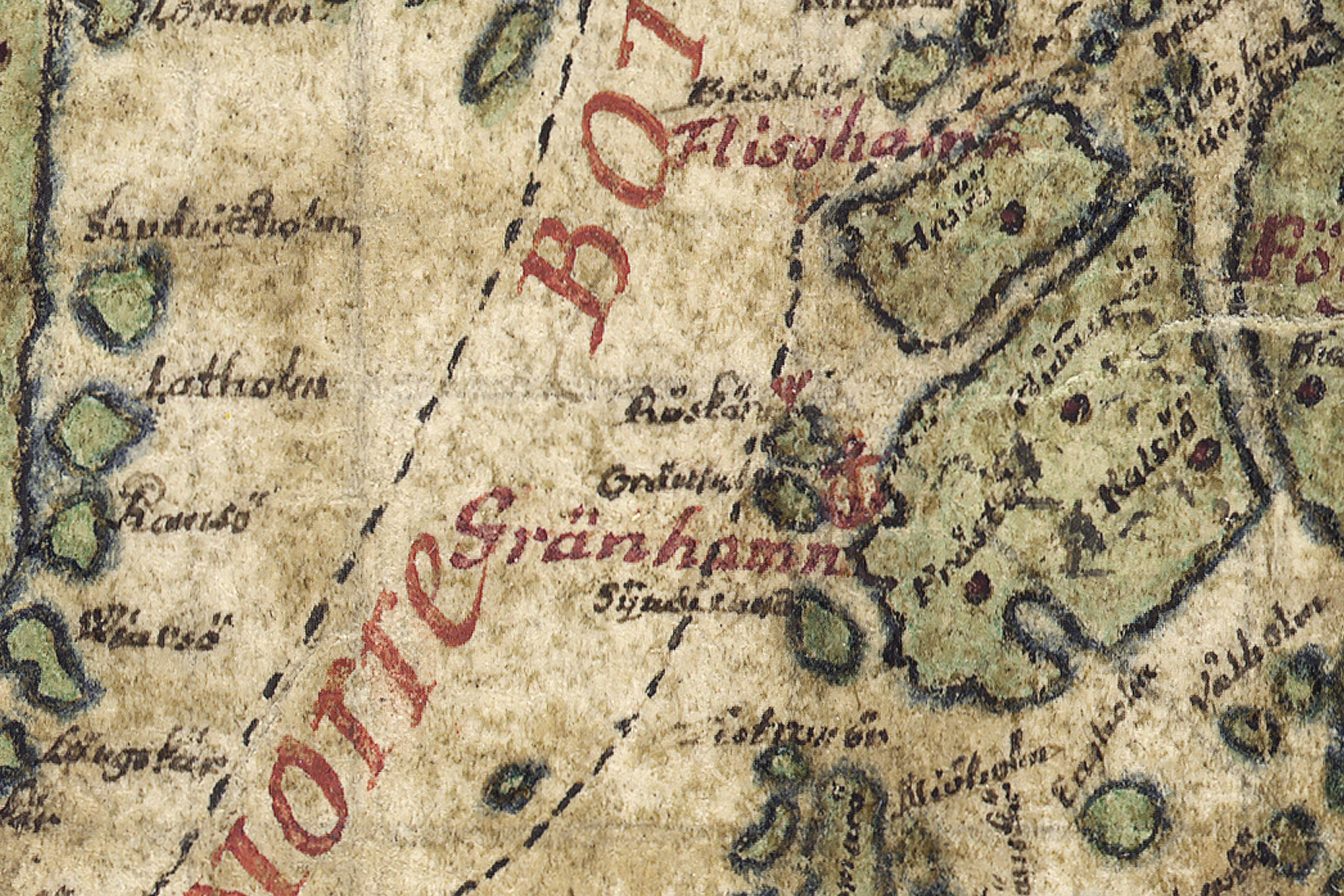
Naturhamnen ”Gränhamn” på lantmätaren Hans Hanssons karta över Åland från omkring 1650 (detalj). Hamnen utmärks med ett rött ankare, utanför ligger holmarna ”Gränholm” och ”Röskär”. På Röskär finns ett sjömärke. Segelleden till Åbo och Finska viken passerar strax utanför (streckade linjen). Leden längre västerut går till Österbotten. Kungliga Biblioteket.

Granhamn är en väl skyddad naturhamn i byn Bråttö i Föglö kommun på Åland strax intill den urgamla farleden mellan Sverige och Finland. En tid kring sekelskiftet 1700 fanns en sjökrog i Granhamn.
Namnet Granhamn är mest känt genom det sjöslag mellan Sverige och Ryssland som utkämpades i Flisö strax norr om hamnen den 27 juli 1720 och som i rysk historia kallas Сражение при Гренгаме (slaget vid Granhamn, ibland översatt Grenhamn eller Grönhamn), och i brittisk historieskrivning Battle of Grengam. På Åland och i Finland är slaget känt som Flisöslaget, medan det i Sverige ofta benämns Slaget vid Ledsund.

## Historia

### Krogens tid 1685–1714
Granhamn tillhör byn Bråttö. Farleden mellan Sverige och Finland passerar genom byns vatten på vägen över Ledfjärden mellan Lemland och Föglö. På skattläggningskartan från 1773 sägs Granhamn vara hamn och ankarställe för sjöfarare som reste över Ålands hav till eller från Stockholm. 
En kortare tid i slutet av 1600-talet fanns en krog vid Granhamn till nytta för resenärerna. Enligt en notering i domboken den 8 september 1685 hade krogen börjat byggas det året, men huset saknade ännu tak. I mantalslängderna 1689–1690 omtalas Johan Portman som krögare på Granhamns krog. Några år senare (1697–1700) hette krögaren Erik Bångman. År 1701 hade krogen ingen åbo, men 1702–1707 förestods den av Isak Isaksson, senare bonde i Björsboda. Den siste krögaren, Anders Granbom, hade tidigare varit gårdsfogde på Haddnäs säteri i Lemland och drev krogen fram till ålänningarna tvingades på flykt 1714 under det pågående kriget. 
När ålänningarna hade återvänt hem efter krigsslutet 1721 blev det snart tal om att återupprätta krogen, vilket Bråttöborna  protesterade mot. De ansåg att verksamheten hade skadat deras marker. De fick också rätten att utsätta ett vite på 140 mark silvermynt för den som gjorde åverkan på deras fiskevatten, skog, äng eller mulbete. Krogen vid Granhamn återupprättades heller aldrig. Istället anlades en krog på Rödhamn, men det dröjde till 1750-talet innan den kom till stånd. Fram till dess torde sjöfarare ha fått förpläga sig på gästgivieriet i Degerby eller den krog som drevs i Flisö av familjen Ekeroth.

### Sjöslaget 1720
Sjöslaget den 27 juli 1720 utkämpades ett par kilometer norr om Granhamn, invid Flisö. Svenska örlogsfartyg anföll en rysk galärflotta. Striden blev hård, förlusterna svåra på bägge sidor, både i manskap och materiellt. Någon betydelse för krigets utgång hade inte bataljen.
I Sverige och Finland är slaget mer eller mindre bortglömt och nämns på sin höjd i förbigående i historieböckerna och då som en tämligen betydelselös incident. Annat är det i Ryssland. Sjöslaget räknas som den andra stora segern i den ryska flottans historia, efter det också i Sverige och Finland välkända slaget vid Hangöudd 1714. Den som googlar ”Гренгам” (Granhamn) får åtskilliga träffar som syftar på slaget och indirekt på den lilla naturhamnen. När ryska flottan 1995 firade sitt 300-årsjubileum gavs ett frimärke ut i Ryssland med slaget vid Granhamn som motiv. Det svenska nederlaget ska ha påskyndat freden, sägs det på frimärket.

## Fornlämningar
Kring Granhamn finns fornlämningar som minner och olika aktiviteter kring naturhamnen.
På Granhamnsholmen, i äldre tid kallad Granholm, finns ristningar i berget på en slät häll omkring 25 meter från vattnet (Fö 3.3). Om dessa ristningar skriver Klas Eklund: I Granhamn är de äldsta från 1654, då Carl Bilsten, Tomas Bosk, Nils Tomson skepper, Hans Jurgen Berg och Arvid Larsson har huggit in sina namn. Carl Bilsten var den berömda industrimannen, som anlade Fiskars och Fagerviks järnbruk. I närheten av dessa namn, vilka alla finns i en grupp på Granhamnsholmens östra sida strax ovanför den gamla strandlinjen, har sedermera borgmästaren i Helsingfors Gabriel Tavast sirligt ristat sitt namn. Högre upp på holmen har H. Bong, A. Bollstedt och Cl. Rob. Charpentier för eftervärlden lämnat ett bestående minne av sina besök i hamnen. I detta sammanhang kan nämnas, att kejsar Alexander III under sitt besök på Åland var intresserad av dessa namnristningar och själv deltog i arbetet att rensa dem från lav och mossa.
Vidare finns övernattningsgrunder i form av manshöga kallmurade stenväggar byggda i anslutning till bergväggar och större stenblock. De är delvis övervuxna av enbuskar (Fö 3.2). Det finns också rösen med mer oklar funktion, kanske gamla sjömärken (Fö 3.11). På holmen finns också ett bronsåldersröse (Fö 3.1), som därmed representerar en helt annan tid än övriga lämningar och är ett par tusen år äldre. 
På den intilliggande holmen Rödskär finns ett par labyrinter, sannolikt lagda av sysslolösa sjömän i väntan på lämpliga vindar (Fö 3.6). Båda är skadade men fullt urskiljbara. Stenstorleken i ytterkanterna 15–20 cm, de inre är från knytnävsstorlek till 10 cm. På Rödskär finns också en övernattningsgrund (Fö 3.10) och ett sjömärke i form av ett röse (Fö 3.9).
På Bråttösidan finns så kallade ryssugnar, enkla bakugnar som ryska soldater byggt medan de uppehållit sin i området (Fö 3.13, Fö 3.14, Fö 3.16, Fö 3.17 och Fö 3.18). De kan antas härrör från stora ofreden, tiden 1714–21, då Åland var ockuperat av Ryssland, alternativt från lilla ofreden i början av 1740-talet.
Där finns också ristningar från 1600- och 1700-talet i det släta berget vid det södra inloppet till Granhamn (Fö 3.4). En bit ovanför ristningarna finns lämningar efter hus, fem säkra husgrunder och en osäker samt jordkällare och brunn (Fö 3.5). Fyra av grunderna har tydlig stenfot. De anses vara rester dels efter den krog som en gång fanns i Granhamn och dels efter ett torp som fanns där senare.

### Webbkällor
- ”Kartplatsen”. Granhamn. Lantmäteriverket (Finland). https://asiointi.maanmittauslaitos.fi/karttapaikka/?lang=sv&n=6669522,740&e=126840,687&zoom=10. Läst 10 september 2024.